# Communauté de communes de l’Uzège
Die Communauté de communes de l’Uzège war ein französischer Gemeindeverband (Communauté de communes) im Département Gard und der Region Languedoc-Roussillon. Er bestand von seiner Gründung am 17. Dezember 2001 bis zum 1. Januar 2013, als sich die Gemeinden dem neugegründeten Verband Pays d’Uzès anschlossen.

## Mitglieder
- Aigaliers
- Arpaillargues-et-Aureillac
- Blauzac
- Flaux
- La Capelle-et-Masmolène
- Montaren-et-Saint-Médiers
- Saint-Hippolyte-de-Montaigu
- Saint-Maximin
- Saint-Quentin-la-Poterie
- Saint-Siffret
- Saint-Victor-des-Oules
- Sanilhac-Sagriès
- Serviers-et-Labaume
- Uzès
- Vallabrix

## Quelle
- Le SPLAF - (Website zur Bevölkerung und Verwaltungsgrenzen in Frankreich (frz.))